# Michałów (Starachowice)
Michałów – dawna wieś, od 1983 mieszkaniowe osiedle Starachowic. Znajdują się tu pozostałości zakładów przemysłowych z XIX w.
Przez osiedle przebiega trasa kolejowa Skarżysko-Kamienna – Tarnobrzeg oraz droga krajowa nr 42 z Kamiennej do Rudnika. Na trasie kolejowej funkcjonuje stacja Starachowice Michałów. Osiedle jest punktem początkowym  czarnego szlaku turystycznego prowadzącego do centrum Starachowic. Jedna z ulic nosi imię Fryderyka Wilhelma Lempego.
Obejmuje części: Michałów Dolny, Michałów Fabryczny, Michałów Górny, Michałów Miejski, Michałów-Bloki, Michałów-Lecznica, Leśniczówka Michałów, Cyganów, Kornatka i Abisynia.

## Historia
Zobacz historię od wieku XVI
W 1811 r. odwiedził Michałów Julian Ursyn Niemcewicz. Do 1818 r. Michałów należał do opactwa benedyktynów na Świętym Krzyżu. Po rozwiązaniu klasztoru wieś przeszła na własność rządu. Znajdowały się tutaj fryszerki i szlifiernie do broni palnej i siecznej. W 1836 r. zakłady przerobiono na pudlingarnię. Według spisu z 1827 r. wieś miała 19 domów i 170 mieszkańców. W 1880 r. Michałów miał już 64 domy i 497 mieszkańców. Fabryka żelaza miała 7 pieców pudlowych, dubeltowych oraz jeden piec szwejsowy z młotem parowym. Zakład napędzany był siłą wody, zatrudniał 150 robotników i wyrabiał 120 000 cnt. półproduktu żelaznego. W 1870 r. fabryka przeszła w ręce prywatne i została znacznie rozbudowana. Ok 1874 r. powstała Szkoła Podstawowa Nr 2. W 1877 r. zakład nabyło towarzystwo akcyjne.
Za Królestwa Kongresowego Michałów przynależał do powiatu iłżeckiego w guberni kieleckiej. Początkowo, w latach 1867–1870, znajdował się w gminie Starachowice. 13 stycznia 1870 gmina Starachowice została zniesiona w związku z przyłączeniem do niej pozbawionego praw miejskich Wierzbnika i równoczesnym przemianowaniem jednostki na gminę Wierzbnik. 18 sierpnia 1916 z gminy Wierzbnik wyłączono Wierzbnik, przekształcając go w odrębną gminę miejską, a już 1 listopada 1916 z pozostałej części gminy Wierzbnik (m.in. z Michałowem) utworzono nową gminę Styków.
W II RP Michałów przynależał do woj. kieleckiego (powiat iłżecki), gdzie w 1921 roku liczył 666 mieszkańców. 31 października 1933 utworzyły gromadę o nazwie Michałów, składającą się ze wsi Michałów, osady pofabrycznej Michałów-Górnictwo i gruntów kolejowych. 1 kwietnia 1939 miasto Wierzbniki połączono z utworzoną w 1933 roku gromadą Starachowice Fabryczne, nadając mu nazwę Starachowice-Wierzbnik. Natomiast Michałów zachował dalej swoją odrębność jako gromada w gminie Styków.
Podczas II wojny światowej włączony do Generalnego Gubernatorstwa (dystrykt radomski, powiat starachowicki), nadal jako odrębna gromada Michałów licząca 868 mieszkańców, choć już w gminie Brody (gminę Styków zniesiono).
Po wojnie w województwie kieleckim, nadal jako gromada, jedna z 12 reaktywowanej gminy Styków w reaktywowanym powiecie iłżeckim.
W związku z reformą znoszącą gminy jesienią 1954 roku, Michałów wszedł w skład nowo utworzonej gromady Michałów, której został siedzibą. Gromadę Michałów zniesiono 31 grudnia 1961, a jej obszar przekształcono w gromadę Kuczów.
W związku z kolejną reformą administracyjną w 1973 roku Michałów wszedł w skład gminie Brody w powiecie iłżeckim, który 9 grudnia 1973 przemianowano na starachowicki, a który przetrwał do 31 maja 1975. W latach 1975–1983 wieś należała administracyjnie do (małego) województwa kieleckiego.
1 marca 1983 sołectwo Michałów (475,48 ha) wyłączono z gminy Brody i włączono do Starachowic.

## Zabytki
Urządzenia hydrotechniczne – tama i przepust z II połowy XIX w., wpisane do rejestru zabytków nieruchomych (nr rej.: A.825 z 6.09.1971).